# Гравийный велоспорт
Гравийный велоспорт (англ. Gravel cycling, gravel biking, gravel grinding) — это вид спорта или активного отдыха, в котором участники ездят на велосипедах преимущественно по грунтовым и гравийным дорогам. Чаще всего для этого используются специально разработанные гравийные велосипеды, иногда — любой велосипед, способный преодолеть эту местность.
Гравийный велоспорт представляет собой нечто среднее между шоссейным велоспортом и маунтинбайком, сочетая в себе высокую скорость и эффективность шоссейного велосипеда с возможностью свободной езды по пересечённой местности. В то время как небольшое количество шоссейных гонок охватывает длинные участки грунтовых и гравийных дорог, например, престижная итальянская классическая гонка Страде Бьянке, гравийные гонки как отдельная дисциплина имеют свою собственную глобальную серию и чемпионат мира.

## Гравийные гонки
Отличительными особенностями гравийных гонок являются большие расстояния, часто от 160 до 320 километров, в основном по гравийным и грунтовым дорогам, и массовые старты, включающие все категории гонщиков, аналогичные гонкам Gran Fondo.
Велосипеды и трассы для гравийных гонок могут быть самыми разными: от шоссейных велосипедов с широкими шинами, используемых на ровных гравийных дорогах, до велосипедов, похожих на горные, используемых на трассах, включающих техничные маршруты.

### История гравийных гонок

#### Конец XIX века — начало XX века
На заре становления шоссейных велосипедных гонок большинство дорог не были асфальтированы, поэтому большинство гонок проводилось преимущественно по грунтовым/гравийным дорогам.
Со временем, благодаря улучшению дорожной инфраструктуры, гонки на шоссейных велосипедах почти полностью перешли на дороги с твёрдым покрытием. В Америке на использование асфальтированных дорог в значительной степени повлияла Лига американских велосипедистов, которая выступала за улучшение дорожных условий. Гоночные велосипеды получили узкие шины и больше не подходили для бездорожья.

#### XX-й век
Наряду с гонками на шоссейных велосипедах появились отдельные дисциплины внедорожного велоспорта. Осенью и зимой в нескольких европейских странах велокросс является популярным профессиональным видом спорта. Велокроссеры едут по бездорожью (по траве, песку, грязи) на велокроссовых велосипедах, по замкнутой трассе в течение относительно короткого времени (1 час), перепрыгивают или переносят велосипеды через препятствия или на крутых подъёмах.
В 1970-х годах появился маунтинбайк.

#### XXI век
В XXI веке популярность набирает езда и гонки на шоссейных велосипедах по гравийным дорогам. Гравийный велоспорт, как смесь шоссейного, велокросса и горного велосипеда, стал новой дисциплиной велосипедных гонок.

##### США
Возрождение началось на Среднем Западе США, где гравийный велоспорт развился из поездок велосипедистов по длинным участкам гравийных и пожарных дорог, просекам. Предшественниками гравийных гонок в их нынешнем виде являются такие шоссейные гонки, как Тур Баттен Килла и Boulder-Roubaix (названная в честь гонки Париж — Рубе), которые представляют собой шоссейные гонки с гравийными участками.
Одна из главных гравийных гонок, Unbound Gravel в Эмпории (штат Канзас) (бывшее название гонки — Dirty Kanza), стартовала в 2006 году и имеет протяженность 320 км.
Эта гонка — хороший пример того, как развился гравийный велоспорт за последние годы: в 2006 году в 320-километровой гонке участвовало всего 34 гонщика. В июне 2019 года стартовую линию Dirty Kanza 200 пересекли 2750 гонщиков, которым повезло быть выбранными в лотерее, и организаторам пришлось ввести другие категории пробега.

##### Мир
В 2010 году Pirate Cycling League в Линкольне (штат Небраска), организовала Gravel Worlds. Их движение набирало обороты, и в 2022 году они стали одной из крупнейших гравийных гонок в мире. В 2021 году Gravel Worlds® получила зарегистрированную торговую марку. Тысячи гонщиков со всего мира ежегодно участвуют в гонках Gravel Worlds в Линкольне в конце августа. Чемпионы этих соревнований получают майку чемпиона мира, трофей в виде пиратского меча, а также титул чемпиона мира и «капитана гравийных морей».
В 2021 году UCI объявил о том, что в 2022 году будет санкционирована Мировая серия по гравийному велоспорту, включающая около 18 гонок на 4 континентах, и Чемпионат мира по гравийному велоспорту под эгидой UCI. Первый чемпионат прошёл в Венеции в октябре 2022 года, где победу среди мужчин одержал бельгиец Джанни Вермерш, а лучшей среди женщин стала француженка Полин Ферран-Прево.

### Правила и культура гонок
Если взять в качестве примера Unbound Gravel, то здесь, как и в других длинных гонках, контрольные пункты расположены на расстоянии около 80 километров друг от друга, и гонщики должны везти с собой воду и еду, а также самостоятельно чинить шины и велосипеды.
Если гонщики получают постороннюю помощь в любом месте, кроме официальных контрольных пунктов, это приводит к немедленной дисквалификации. Гонщики могут помогать другим гонщикам любыми способами и в любое время.
Культура гравийного велоспорта стала одной из причин роста его популярности. В гравийных гонках редко требуется команда тренеров и велотехников, потому что трассы подвержены изменчивой погоде, к которой сложно тренироваться и готовиться. Велосипедисты на гравии, как правило, сосредоточены на прохождении дистанции, а не на поддержании темпа во время заездов. Это создает атмосферу товарищества на трассе и способствует весёлой и непринужденной атмосфере, которая не всегда присутствует в гонках на шоссейных и горных велосипедах.

### Другие гонки

#### США
- Barry-Roubaix[англ.][15] — это 160-километровая шоссейная/внедорожная велогонка в округе Барри (штат Мичиган). Мероприятие известно как крупнейшая в мире гонка по гравийным дорогам.
- Ежегодная гонка Arkansaw High Country Race в июне — 1600-километровая велотуристическая гонка на велосипедах по гравию через национальные парки Оуачита[англ.] и Озарк[англ.], с общим перепадом высот около 26 000 м.

### Рейтинг и чемпионат мира по гравийному велоспорту
Гравийный велоспорт в целом не имеет руководящего органа, такого как UCI или USADA. Каждая гонка имеет свои собственные правила, этику и характер. Несмотря на разрозненность гонок, профессиональное сообщество гонщиков всё же существует, причем каждый гонщик составляет свой собственный график соревнований. Независимая организация под названием Pure Gravel создала систему рейтингов под названием «Pure Gravel Power Rankings», чтобы оценивать и ранжировать профессиональных гравийных гонщиков на многочисленных гравийных гонках в течение года. В конце каждого календарного года коронуются король и королева гравия.

## Другие крупные соревнования по гравийному велоспорту

### Европа
Великобритания:
- Граллох[17] — главное гравийное соревнование Великобритании и единственный отборочный этап чемпионата мира по гравийному велоспорту, который ежегодно проводится на трассах вокруг Гейтхаус-оф-Флит[англ.] на юго-западе Шотландии.
- Dirty Reiver — 200-километровая внедорожная велогонка, проходящая в Хексеме (Англия).

В Норвегии, Швеции и Финляндии проводится серия соревнований по гравию Nordic Gravel Series.

## Гравийные велотуры и велотуризм

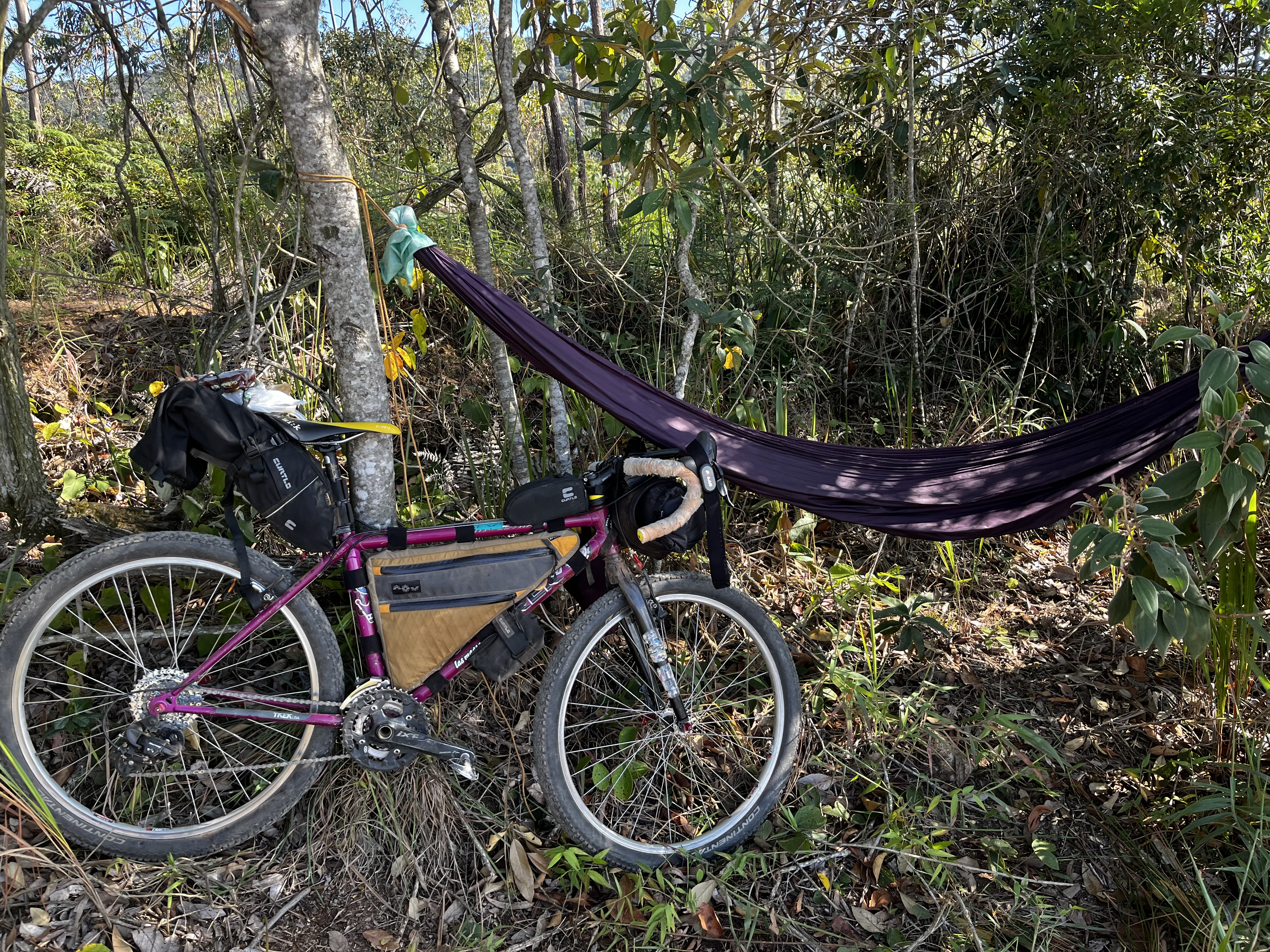
Велопоход с велосипедом и гамаком в Бразилии

Поездки по гравийным дорогам всегда были частью велосипедных путешествий, начиная с XX века. Кроме того, ещё до недавнего роста популярности гравийных велосипедов часть велотуристов ездила на тех велосипедах, которые мы сейчас называем гравийными. Раньше эти велосипеды часто продавались как специализированные туристические велосипеды и рассматривались как варианты велосипедов для рандоннёров.
С 2010-х годов гравийный велоспорт и гравийные велосипеды стали широко ассоциироваться с одной из разновидностей велотуризма — байкпакингом, формой путешествий на велосипеде с лёгким багажом, в основном без велосипедных багажников и перемётных сумок. Основное различие между велотуризмом и байкпакингом заключается в лёгком багаже и в том, что байкпакинг обычно проходит по бездорожью.

## Гравийные велосипеды

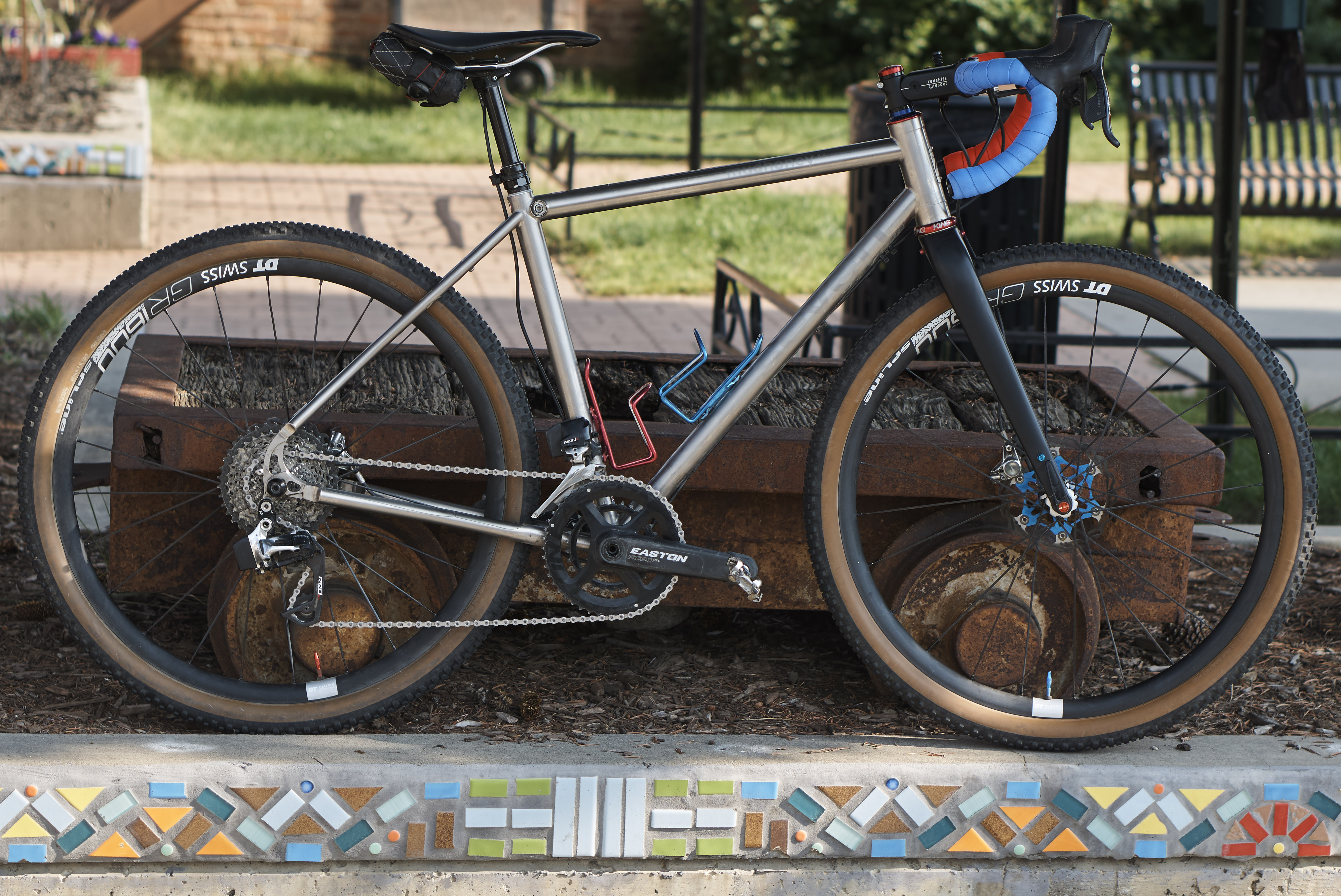
Гравийный велосипед, с шатунами 46/30 и кассетой 11-40, обеспечивающими очень широкий диапазон передач, и колесами 650b (27,5") с шинами шириной 48 мм.

Велосипеды, на которых велосипедисты участвуют в гравийных гонках и гравийных заездах, могут быть самыми разными (это могут быть и горные велосипеды, и велосипеды для велокросса, и шоссейные велосипеды с более широкими шинами, в зависимости от условий).
Однако с 2010-х годов на рынке появился специальный тип велосипедов для гравийных гонок, чтобы охватить новую дисциплину велоспорта. Специальное оборудование для гравийных велосипедов предлагается также тремя основными производителями (Shimano, SRAM и Campagnolo). По сравнению с шоссейным оборудованием, гравийное оборудование, как правило, имеет черты, присущие MTB наборам, такие как задний переключатель с муфтой (для сохранения натяжения цепи при езде по неровной поверхности во избежание проскакивания цепи), более низкие передачи (ниже 1:1), большие кассеты и/или меньшие ведущие звёзды, например, суперкомпактные системы 48/32T или 46/30T с кассетой 11-34T, более широкие цепи.
Гравийные велосипеды на первый взгляд очень похожи на шоссейные: у них нет подвески, и часто используется руль «баран».
Гравийные велосипеды отличаются от шоссейных тем, что у них шины обычно шире, геометрия адаптирована для более комфортной езды по бездорожью в течение длительных периодов времени, а современные гравийные велосипеды также оснащены трансмиссией 1x, убирающей передний переключатель. Колеса обычно шире, а вилки, задний треугольник и подседельные штыри позволяют устанавливать более широкие шины, чтобы справиться с рельефом и требованиями езды по бездорожью. Обычно для гравийного велосипеда используются покрышки шириной 35—50 миллиметров, по сравнению с 23—25 мм для шоссейного велосипеда.
Геометрия горных велосипедов лежит в основе рам гравийных велосипедов, но гравийные велосипеды легче, быстрее и отзывчивее, чем горные велосипеды. В гравийных велосипедах также используются характеристики как велокроссовых, так и шоссейных велосипедов для большего комфорта при длительных поездках, и клиренса колёс, позволяющего ездить в условиях проливного дождя.
Тем не менее, гравийные велосипеды бывают разными, и различные модели охватывают диапазон между шоссейными и горными велосипедами.